# Software Guard Extensions
Intel Software Guard Extensions (SGX) és un conjunt de codis d'instrucció que implementen un entorn d'execució de confiança que s'incorporen a algunes unitats de processament central (CPU) d'Intel. Permeten a nivell d'usuari i codi del sistema operatiu definir regions privades protegides de memòria, anomenades enclavaments. SGX està dissenyat per ser útil per implementar càlcul remot segur, navegació web segura i gestió de drets digitals (DRM). Altres aplicacions inclouen l'ocultació d'algorismes propietaris i de claus de xifratge.
SGX implica el xifratge per part de la CPU d'una part de la memòria (l' enclavament). Les dades i el codi originats a l'enclavament es desencripten sobre la marxa dins de la CPU, protegint-los de ser examinats o llegits per un altre codi, inclòs el codi que s'executa a nivells de privilegis més alts com el sistema operatiu i qualsevol hipervisor subjacent. Tot i que això pot mitigar molts tipus d'atacs, no protegeix dels atacs de canals laterals.
Un pivot d'Intel el 2021 va provocar la desaparició de l'SGX dels processadors Intel Core de 11a i 12a generació, però el desenvolupament continua a Intel Xeon per al núvol i l'ús empresarial.

## Detalls
SGX es va presentar per primera vegada el 2015 amb la sisena generació de microprocessadors Intel Core basats en la microarquitectura Skylake.
El suport per a SGX a la CPU s'indica a CPUID "Structured Extended feature Leaf", EBX bit 02, però la seva disponibilitat per a les aplicacions requereix suport de BIOS / UEFI i habilitació d'activació que no es reflecteix en els bits de CPUID. Això complica la lògica de detecció de funcions per a les aplicacions.
L'emulació de SGX es va afegir a una versió experimental de l'emulador del sistema QEMU el 2014. El 2015, investigadors de l'Institut Tecnològic de Geòrgia van llançar un simulador de codi obert anomenat "OpenSGX".
Un exemple de SGX utilitzat en seguretat va ser una aplicació de demostració de wolfSSL que l'utilitzava per a algorismes de criptografia.
La microarquitectura Intel Goldmont Plus (Gemini Lake) també conté suport per a Intel SGX.
Tant a l'11a com a la 12a generació de processadors Intel Core, SGX apareix com a "obsolet" i, per tant, no és compatible amb els processadors de "plataforma client". Això va eliminar el suport per reproduir discos Blu-ray Ultra HD en programari amb llicència oficial, com PowerDVD.